# Magnolia dealbata
Magnolia dealbata es una especie de planta perteneciente a la familia Magnoliaceae. Es originaria de México.  Está considerada en peligro de extinción por la pérdida de hábitat. 

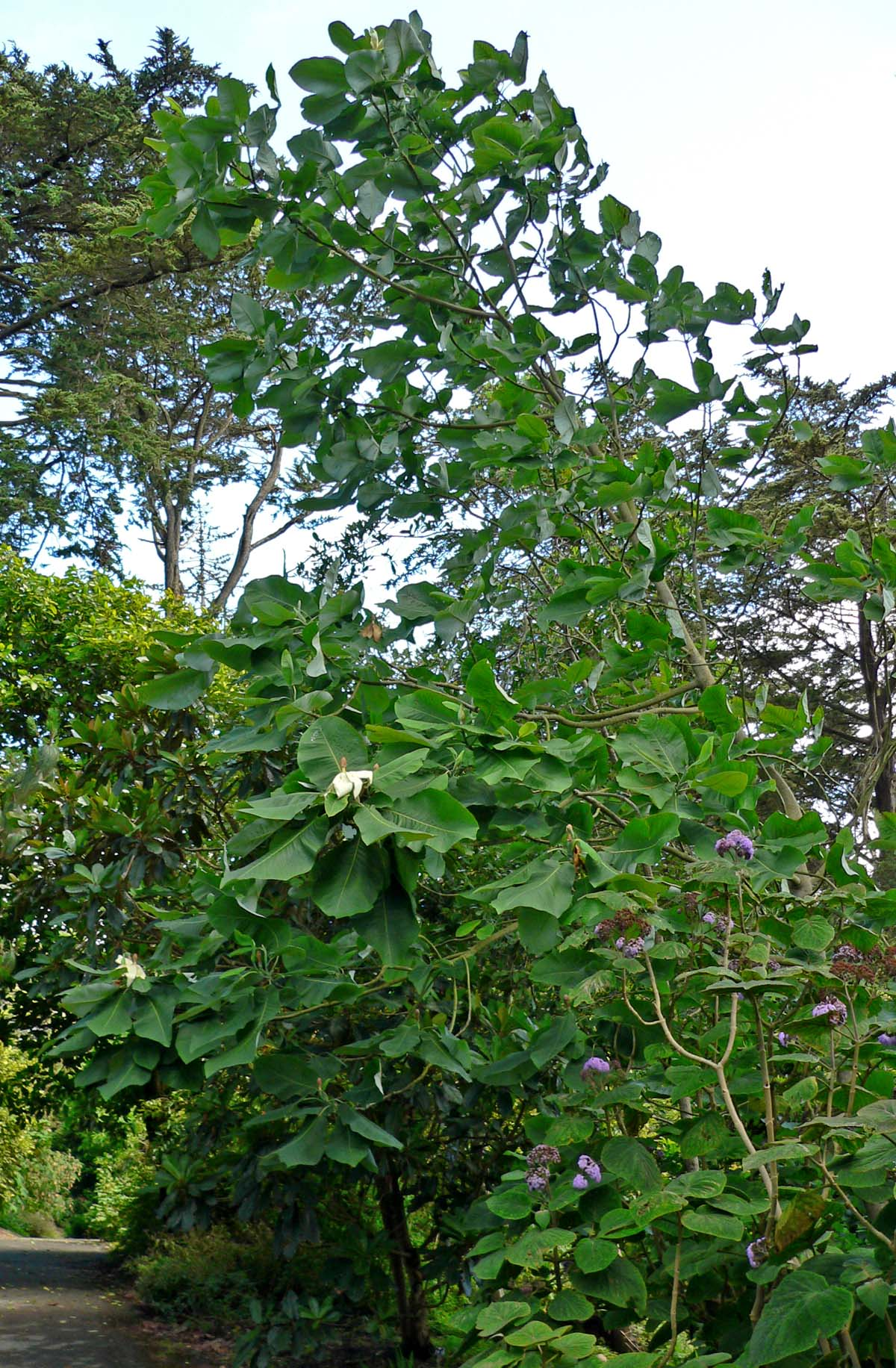
Vista de la planta

## Descripción
Son árboles que alcanzan un tamaño de 30 a 40 m de altura, con la corteza de color café oscura, con abundantes pelos de color blanquecino. Las ramas tienen pelos largos amarillo-verdosos. Las hojas son anchas y por el revés blanquecinas. Las flores son muy grandes y vistosas, con 6 pétalos de color blanco cremoso. El fruto parece una piña alargada.

## Distribución y hábitat
Originaria de México. Habita en clima templado entre los 1500 y los 1800 metros. Común en la zona de transición entre el bosque mesófilo de montaña y los bosques de encino y de pino.

## Propiedades
En Puebla se indica en problemas del corazón, incluyendo ataques. También se le utiliza para calmar los nervios, tratar la alferecía de niños y el susto, y en el Estado de Veracruz para atender a los que sufren de espanto.
Historia
En el siglo XVI, Martín de la Cruz la señala como diurético y tónico. Bernardino de Sahagún la refiere como tóxico. Francisco Hernández de Toledo dice que las hojas son calientes en tercer grado, pero no indica sus usos medicinales.
Ejerce efectos cico-tóxicos sobre el cáncer de mama.

## Taxonomía
Magnolia dealbata fue descrito por Joseph Gerhard Zuccarini y publicado en Abhandlungen der Mathematisch-Physikalischen Classe der Königlich Bayerischen Akademie der Wissenschaften 2: 373, t. 3–4. 1836.
Etimología
Magnolia: nombre genérico otorgado en honor de Pierre Magnol, botánico de Montpellier (Francia).
dealbata: epíteto latino que significa "blanquecino".
Sinonimia
- Magnolia macrophylla var. dealbata (Zucc.) D.L.Johnson, Baileya 23: 56 (1989).[6][7]